# Captain Ken
Captain Ken (jap. キャプテン・ケン Kyaputen Ken) – manga autorstwa Osamu Tezuki, publikowana na łamach magazynu „Shūkan Shōnen Sunday” wydawnictwa Shōgakukan od 18 grudnia 1960 do 20 sierpnia 1961.

## Fabuła
Akcja rozgrywa się w przyszłości, po tym jak ludzkość osiedliła się na Marsie, który zamieszkały jest przez rdzennych Marsjan. Wkrótce potem ludzie zaczynają prześladować Marsjan, a obie rasy zaczynają darzyć się wzajemną nienawiścią.
Historia toczy się w Heden City, przygranicznym miasteczku, gdzie mieszka rodzina Hoshino. Pewnego dnia Ken Minakami przybywa z Ziemi, aby odwiedzić swoich krewnych, rodzinę Hoshino. Wkrótce po jej przybyciu w mieście pojawia się tajemniczy rewolwerowiec, który przedstawia się jako kapitan Ken. Choć jest człowiekiem, staje w obronie prześladowanych Marsjan, walcząc z tymi, którzy chcą ich wykorzystywać.
Mamoru Hoshino, najstarszy syn rodziny, zaczyna podejrzewać, że Ken Minakami może w rzeczywistości być ukrywającym się pod maską kapitanem Kenem.